# Izabela Jagelo
Izabela Jagelo (poljsko Izabela Jagiellonka, madžarsko Izabella királyné) je bila poljsko-litovska princesa iz rodbine Jagelo in s poroko z Ivanom Zapoljo od leta 1539 do 1540 kraljica žena Ogrske, * 18. januar 1519, Krakov, Poljska, † 15. september 1559, Alba Iulia, Osmansko cesarstvo. 

## Življenje
Izabela je bila hči poljskega kralja Sigismunda I. iz njegovega  zakona z Bono Sforza. Leta 1539 se je poročila z ogrskim kraljem Ivanom Zapoljo, ki je bil 32 let starejši od nje in že bolehen. 8. julija 1540 je rodila sina Ivana Žigmunda, dva tedna po njegovem rojstvu pa je njen mož umrl. Z njegovo smrtjo se je začel Izabelin boj kraljice vdove, da bi zagotovila ogrski prestol svojemu mladoletnemu sinu, izvoljenemu za ogrskega kralja (electus rex). 
Potem ko je vojska osmanskega sultana Sulejmana I. leta 1541 zavzela Budim, ji je Sulejman I. dodelil Transilvanijo, kjer je vladala v imenu svojega mladoletnega sina. Dejanska oblast v Transilvaniji je bila v rokah kardinala Györgyja Martinuzzija. Poleti 1551 je zapustila Transilvanijo, ki je z Nyírbátorskim sporazumom pripadla Ferdinandu I. Habsburškemu. V Transilvanijo se je vrnila leta 1556 s sinom in svojim svetovalcem Mihályem Csákyjem. 
Umrla je 15. septembra 1559 v Alba Iulii. Njen grob je v katoliški stolnici sv. Mihaela v Alba Iuliji. 

## Potomstvo
V zakonu z Ivanom Zapoljo je rodila sina
- Ivana Žigmunda Zapolja (1540–1571), ki je bil v letih 1540–1570 ogrski kralj in od leta 1570 transilvanski knez.